# Amy Pietz
Amy Pietz (Milwaukee, 6 marzo 1969) è un'attrice statunitense.

## Biografia
Pietz nasce nel Wisconsin, figlia adottiva di Nancy, una balia, ed Arnold Pietz, un camionista. Da bambina ha praticato danza, preparandosi a diventare una ballerina professionista; tuttavia decise che questa non era la carriera che voleva e spostò altrove i suoi interessi. Frequentò un liceo artistico del Milwaukee e si diplomò alla The Theatre School della DePaul University.

## Carriera
Pietz interpretò il ruolo di Annie Spadaro nella commedia della NBC Caroline in the City dal 1995 al 1999. Fu nominata agli Screen Actors Guild Award per questa interpretazione nel 1999. Successivamente fu protagonista anche della breve commedia su ABC Rodney, dal 2004 al 2006. È stata guest-star in Ally McBeal, Burn Notice - Duro a morire, Curb Your Enthusiasm, Star Trek: The Next Generation, The Office, The Drew Carey Show, CSI: Scena del crimine e The Closer. Nel 2007 Pietz interpretò la madre del protagonista nella serie TV, Aliens in America. Ha anche recitato in alcuni musical, tra cui Falsettos e Company.

## Vita personale
Pietz si è sposata con l'attore Kenneth Alan Williams nel 1997 a Milwaukee, Wisconsin, dove vive attualmente. I due hanno poi divorziato.

## Filmografia parziale

### Televisione
- Star Trek: The Next Generation – serie TV, episodio 7x22 (1994)
- Caroline in the City – serie TV (1995-1999)
- Ally McBeal – serie TV, 2 episodi (2002)
- The Drew Carey Show – serie TV (2003)
- CSI: Scena del crimine – serie TV, episodio 3x15 (2003)
- Dysenchanted, regia di Terri Miller - cortometraggio (2004)
- Rodney – serie TV (Charlie, 2004-2006)
- Aliens in America – serie TV (2007-2008)
- Burn Notice - Duro a morire – serie TV (2008)
- The Closer – serie TV, episodio 4x11 (2009)
- Curb Your Enthusiasm – serie TV (2009)
- The Office – serie TV, 5 episodi (2010)
- Desperate Housewives – serie TV, episodio 7x02 (2010)
- The Nine Lives of Chloe King – miniserie TV (2011)
- Private Practice - serie TV, episodio 4x16 (2011)
- The Mentalist - serie TV, episodio 5x11 (2013)
- Dexter - serie TV, episodio 8x12 (2013)
- Due uomini e mezzo (Two and a Half Men) - serie TV, episodio 11x20 (2014)
- Le regole del delitto perfetto (How to Get Away with Murder) - serie TV, episodio 1x05 (2014)
- Devious Maids - Panni sporchi a Beverly Hills (Devious Maids) - serie TV, episodio 3x12 (2015)
- No Tomorrow - serie TV, 13 episodi (2016-2017)
- The Magicians - serie TV, 2 episodi (2016)
- Hit the Road - serie TV, 9 episodi (2017)
- Modern Family – serie TV, 3 episodi (2019-2020)
- Animal Kingdom – serie TV, 3 episodi (2019)
- The Flash – serie TV, episodio 6x03 (2019)
- Mom - serie TV, episodio 7x20 (2020)
- Cambio di direzione (Big Shot) – serie TV, episodio 1x02 (2021)
- American Crime Story - serie TV, episodio 3x10 (2021)
- Chicago Med - serie TV, episodio 7x21 (2022)
- Dynasty - serie TV, episodio 5x19 (2022)
- 9-1-1 - serie TV, episodio 8x01 (2024)
- Avvocato di difesa - The Lincoln Lawyer (The Linclon Lawyer) - serie TV, episodio 3x07 (2024)
- Criminal Minds - serie TV, episodio 17x02 (2024)
- Paradise - serie TV, episodi 1x06-1x07 (2025)
- Grey's Anatomy - serie TV, episodio 21x13 (2025)
- Tracker - serie TV, episodio 2x11 (2025)

## Doppiatrici italiane
Nelle versioni in italiano delle opere in cui ha recitato, Amy Pietz è stata doppiata da:
- Nunzia Di Somma ne Le regole del delitto perfetto, Grey's Anatomy
- Laura Latini in Rodney
- Alessandra Cassioli in The Closer
- Michela Alborghetti in Desperate Housewives
- Laura Romano in Private Practice
- Roberta Pellini in The Mentalist
- Patrizia Burul in Due uomini e mezzo
- Laura Boccanera in Modern Family
- Anna Cugini in 9-1-1
- Benedetta Degli Innocenti in Avvocato di difesa - The Lincoln Lawyer
- Irene Di Valmo in Criminal Minds
- Sabrina Duranti in Paradise
- Claudia Razzi in Tracker